# Mesostemma karatavica
Mesostemma karatavica là loài thực vật có hoa thuộc họ Cẩm chướng. Loài này được (Schischk.) Vved. mô tả khoa học đầu tiên năm 1941.